# Малая дубовая орденская лента
Малая дубовая орденская лента или Малая дубовая ленточница (лат. Catocala promissa) — вид бабочек семейства Erebidae.

## Ареал и биология
Распространён в Европе, Малой Азии и Северной Африке. Гусеницы развиваются на дубах (например, дубе черешчатом (Quercus robur)) и каштане посевном (Castanea sativa). Размах крыльев 50—66 мм.

## Охрана
Вид занесён в Красную книгу Ленинградской и Московской областей России, Восточной Фенноскандии для Германии и Белоруссии.